# Ибрагимов, Расул Ибрагимгаджиевич
Расул Ибрагимгаджиевич Ибрагимов (род. 1 февраля 1988) — российский и азербайджанский волейболист, доигровщик команды «Локомотив» (Баку) и национальной сборной Азербайджана. 

## Биография
Родился 1 февраля 1988 года в городе Махачкала. Окончил Махачкалинский автодорожный колледж и ДГУ.

## Спортивная карьера

### Клубная карьера
Расул Ибрагимов играл за азербайджанские клубы из Баку «Азернефть» и «Локомотив». Также выступал в афинском АЕКе и турецком «Трабзонспоре».

#### Статистика игр
В 4-х матчах Кубка Вызова ЕКВ сезона 2017-2018 Расул Ибрагимов набрал 43 очка.

### Сборная Азербайджана
Расул Ибрагимов в составе сборной Азербайджана выступал на Европейских играх-2015 (5 игр, 63 очка). В 2017 году завоевал серебро Исламиады.

В 2017 году в составе сборной сыграл 9 матчей: в Евролиге-2017 (6 игр, 37 очков) и в рамках квалификации чемпионата Европы (3 игры, 38 очков).

В 2018 году Расул Ибрагимов принял участие в 5 матчах отборочного турнира к чемпионату мира и набрал 28 очков.

В 2019 году в 6 матчах отборочного цикла к чемпионату Европы набрал 72 очка. В 6 играх Евролиги-2019 в его активе 31 очко.

## Достижения
- Двукратный чемпион Азербайджана в составе бакинского «Локомотива».
- Серебряный призёр Исламиады-2017 в составе сборной Азербайджана[2].